# 湖北小檗
湖北小檗（学名：Berberis gagnepainii）是小檗科小檗属的植物，是中国的特有植物。分布于中国大陆的四川、贵州、湖北、云南等地，生长于海拔700米至2,600米的地区，多生长在云杉林下、山地灌丛中、石山岩旁和林缘，目前尚未由人工引种栽培。

## 变种
- Berberis gagnepainii Schneid. var. lanceifolia Ahrendt
- Berberis gagnepainii Schneid. var. omeiensis Schneid.
- Berberis gagnepainii Schneid. var. subovata Schneid.